# Кошелев, Иван Сергеевич
Ива́н Серге́евич Ко́шелев (1905—1972) — красноармеец Рабоче-крестьянской Красной Армии, участник Великой Отечественной войны, Герой Советского Союза (1944).

## Биография
Иван Кошелев родился в 1905 году в селе Городок (ныне — Белинский район Пензенской области). С 1929 года жил в селе Контошино Косихинского района Алтайского края, работал в местном колхозе. В сентябре 1941 года был призван на службу в Рабоче-крестьянскую Красную Армию и направлен на фронт Великой Отечественной войны. К сентябрю 1943 года красноармеец Иван Кошелев был автоматчиком 667-го стрелкового полка 218-й стрелковой дивизии 47-й армии Воронежского фронта. Отличился во время битвы за Днепр.
24 сентября 1943 года Кошелев с передовой группой переправился через Днепр в районе Канева и принял активное участие в прикрытии переправы основных сил на западный берег. Обойдя противника с тыла, он лично уничтожил более 15 вражеских солдат и офицеров, но и сам получил тяжёлые ранения, потерял много крови.
Указом Президиума Верховного Совета СССР от 3 июня 1944 года за «образцовое выполнение боевых заданий командования на фронте борьбы с немецкими захватчиками и проявленные при этом мужество и героизм» красноармеец Иван Кошелев был удостоен высокого звания Героя Советского Союза с вручением ордена Ленина и медали «Золотая Звезда» за номером 5825.
В 1944 году Кошелев был демобилизован. Вернулся в Контошино, продолжал работать в колхозе. Умер 5 сентября 1972 года.
Был также награждён рядом медалей.